# 庙安镇
庙安乡，是中华人民共和国四川省达州市宣汉县下辖的一个乡镇级行政单位。2020年6月，撤销天宝乡、庙安乡，设立庙安镇，以原天宝乡复兴社区、香楼村、茶子村、中山村和原庙安乡所属行政区域为庙安镇的行政区域。

## 行政区划
庙安乡下辖以下地区：
八庙村、洞子村、南垭场村、龙潭河村和胜观村。